# Отарова вдова (фільм, 1958)
«Отарова вдова» — грузинський радянський художній фільм 1958 року кінорежисера Михайла Чіаурелі.

## Сюжет
Син Отарової вдови селянин Георгій закохався в княжну Кесо. Щоб бути ближче до коханої він наймається батраком у її маєтку. Проте та його навіть не помічає, хоча і мріє «зблизитись» з народом.

## Актори
- Веріко Анджапарідзе — Отарова вдова
- Георгій Шенгелая — Георгій
- Бадрі Андронікашвілі — принц Арчіл
- Дінара Жоржоліані — принцеса Кесо
- Коте Даушвілі
- І. Ніжарадзе
- Мері Давіташвілі
- Вахтанг Нінуа
- Олександр Гомелаурі
- Олексій Загорський
- Акакій Квантіліані
- Бадрі Кобахідзе
- Олександр Оміадзе
- М. Мгеладзе

## Нагороди
Венеційський кінофестиваль:
- Перемога Михайла Чіаурелі у номінації «Золотий Лев» (1996 рік).